# Ágios Níkon
Ágios Níkon (grec moderne : Άγιος Νίκων) est une localité située dans le dème du Magne-Occidental, dans le district régional de Messénie, dans la périphérie du Péloponnèse, en Grèce.
Selon le recensement de 2021, elle compte 52 habitants.

## Géographie
Le village d’Ágios Níkon est situé à l'est de la route de Kalamata à Areópoli, au pied du mont Agios Nikon.

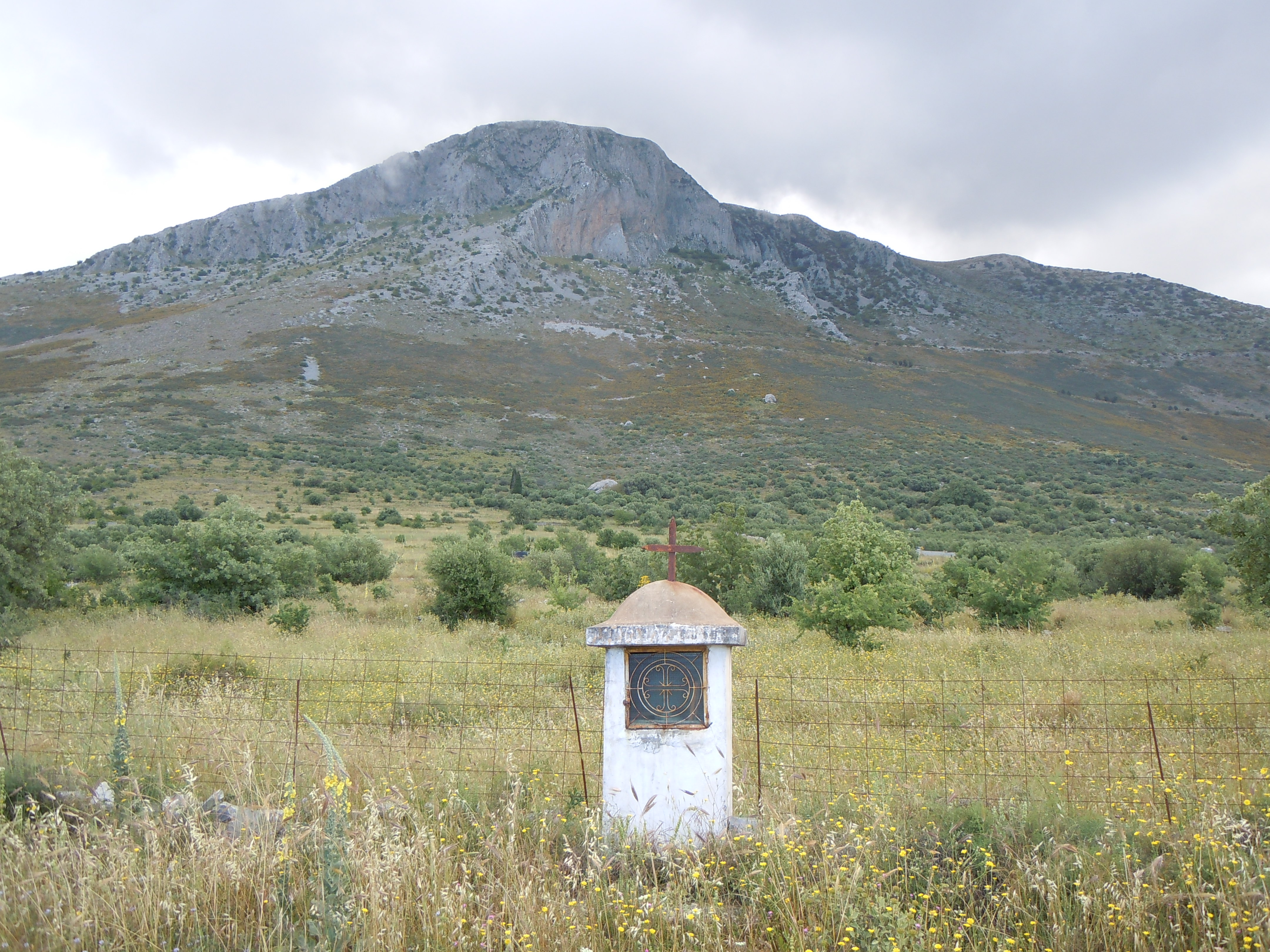
Mont Ágios Níkon